# Кулястість Землі

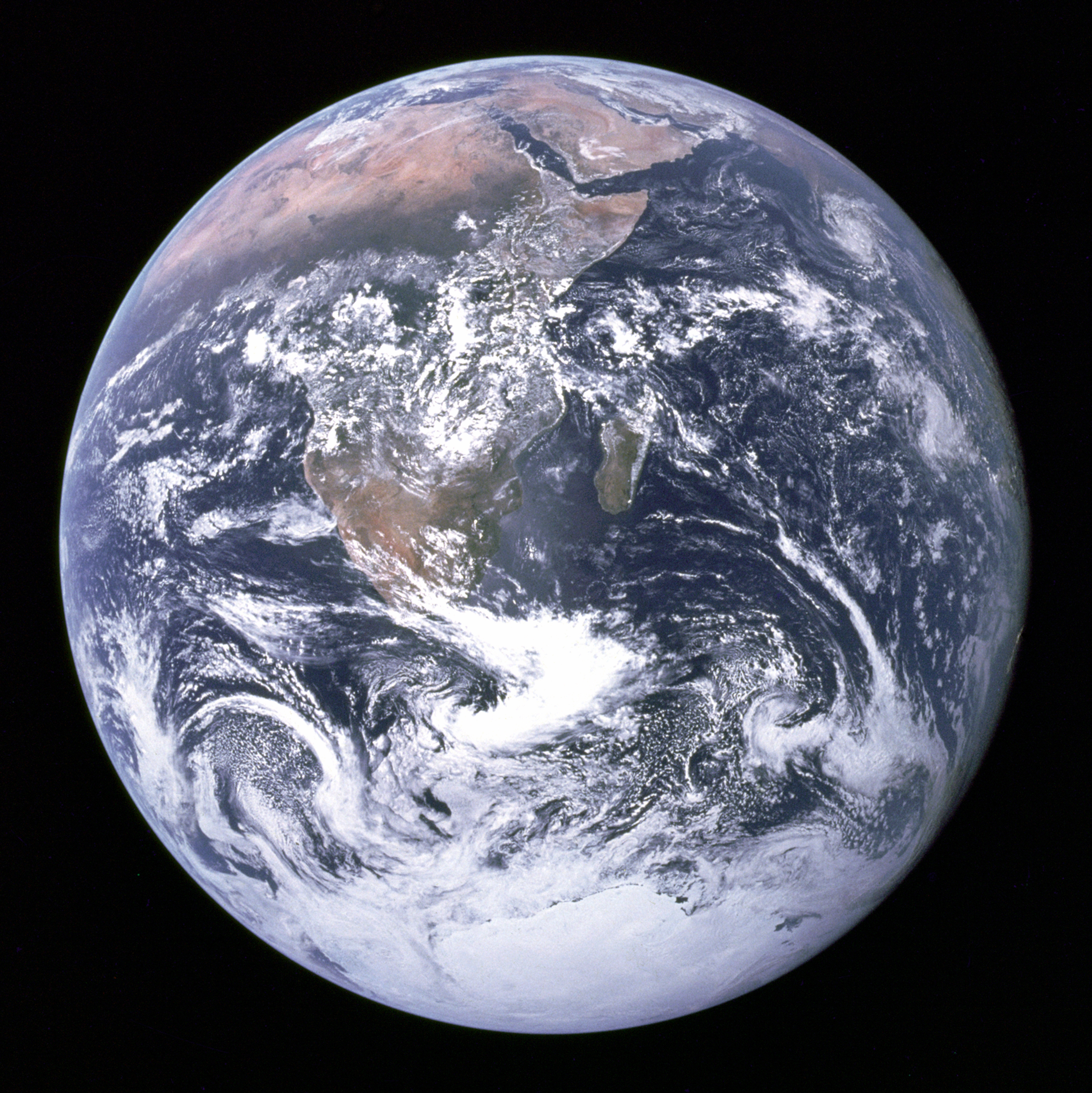
«Блакитна іграшкова куля» — відома фотографія Землі, зроблена 7 грудня 1972 року командою космічного апарата «Аполлон-17».

Кулястість Землі — концепція, за якою Земля має форму кулі чи близької до кулі фігури.
Найраніші відомі ідеї про кулястість Землі висловлювалася в VI ст. до н. е. у грецькій філософії. Завдяки розвитку географії, астрономії та фізики встановлено, що форма Землі нагадує кулю (в різному наближенні сфероїд, земний еліпсоїд або геоїд). Найточнішою моделлю кулястої Землі слугує її глобус, але часто для зручності замість нього використовуються карти в різних проєкціях, які зображають поверхню планети на площині з різних видів спотвореннями. Незважаючи на численні докази кулястої форми Землі, деякі люди все ще вірять в її плоскість. Земля має кулясту форму через гравітацію, яка притягує матерію до центру, утворюючи сферу.

## Історія концепції

### Стародавній світ

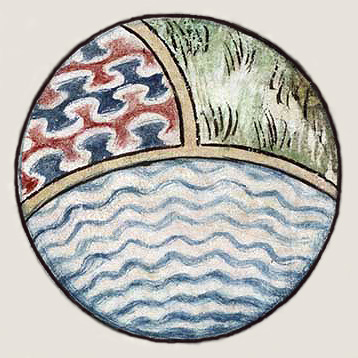
Куляста модель Землі, близько 1400 р.

За Стародавнього світу більшість людей вважали Землю пласкою. В VI ст. до н. е. давньогрецький філософ Піфагор припускав, що Земля має сферичну форму, бо це «найдосконаліша форма». У VI ст. до н. е. Анаксагор зазначив, що під час місячних затемнень Місяць опиняється в круглій тіні Землі, з чого зробив висновок, що Земля кругла. Арістотель, подорожуючи до Єгипту в IV ст. до н. е., виявив, що Полярна зоря там завжди ближче до горизонту, ніж в Афінах; і там видно сузір'я, які ніколи не спостерігаються в Греції, з чого зробив висновок, що Земля є кулею окружністю 400 тис. стадіїв. Платон у діалозі «Федр» стверджував: «Земля, якщо поглянути на неї згори, схожа на м'яч, зшитий з дванадцяти шматків шкіри й барвисто розписаний різними кольорами». Ератосфен у III ст. до н. е. вперше обрахував окружність Землі, порівнявши в полудень, у день літнього сонцестояння, довжину тіні від однакових палиць на різних широтах. Вона склала, за розрахунками Ератосфена, 250 тис. стадіїв.
Інші докази вигнутої форми Землі були зібрані мореплавцями, котрі помітили, що розташування сузір'їв змінюється, якщо рухатися в інші широти; а при перетині екватора стають видимі сузір'я, яких вони ніколи раніше не бачили. Дивлячись у бік горизонту, можна побачити як кораблі вдалині з'являються поступово: спершу вищі частини, потім нижчі. Так само сидяча людина може спостерігати, як Сонце повністю зникає за горизонтом, однак, якщо людина встане, край Сонця знову стане видимим.
Страбон першим задокументував у своїй «Географії» (23 рік н. е.), що коли корабель перебуває на лінії горизонту, його нижньої частини не видно; і що це явище було відоме мореплавцям ще за часів Гомера. Він пояснив це сферичною формою Землі, хоча, на його думку, населений світ складав лише невеликий «острів» серед моря. Марін Тірський, який першим запровадив поняття широти й довготи кожної точки на карті, оцінював довжину екватора в 180 тис. стадіїв. Якщо прийняти, що Марін оперував грецькими стадіями, то довжина екватора становитиме 33 300 км, що на 17 % менше від справжнього розміру. Глобус як модель Землі відомий вже принаймні з часів Страбона.
Астрономія Стародавньої Греції дійшла Індії на початку нашої ери. Індійці вважали, що Земля є центром Всесвіту, і вірили в кулястість Землі. Астроном Аріабхата виміряв окружність Землі й оцінив її в 4967 йоджан (39 968 км). Ці обчислення виявилися близькими до реальності (40 075 км).
У Стародавньому Китаї астрономи проводили досліди, подібні на дослід Ератосфена, проте зробили висновок, що Земля пласка й дуже велика (протяжністю 100 тис. лі, приблизно 200 тис. км), як описано в трактаті Чжоу бі суань цзін. Її вважали квадратною, іноді злегка вигнутою вгору. Чжан Хен, хоча писав, що Земля, міститься «як жовток у яйці» в сферичному небі, але дотримувався думки, що вона пласка, позаяк представляє Інь.
Модель світобудови Арістотеля, в якій куляста Земля міститься в концентричних небесних сферах зі світилами, була загальноприйнятою серед освічених людей античності та середньовіччя. Афінагор, представник ранніх християн, писав близько 175 року н. е. що Земля сферична. Тієї ж думки дотримувався Арнобій близько 305 року, пишучи, що кругла Земля «не має ні початку, ні кінця…». Августин Блаженний ймовірно не заперечував, що Земля сферична, проте вважав, що відомий в його часи світ розташований цілком у верхній половині.

### Середньовіччя та Новий час

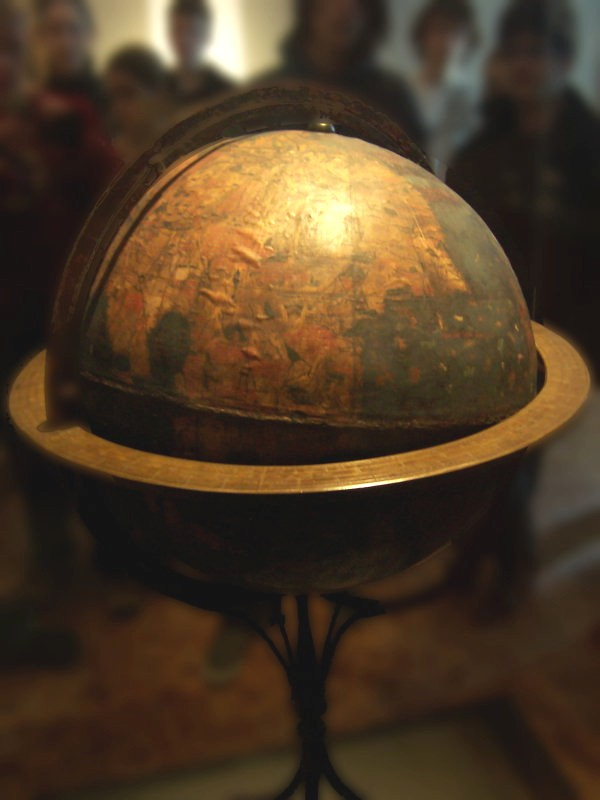
Глобус Бегайма, 1492 або 1493 р.

Вірменський дослідник Ананія Ширакаці (610—685 рр.) написав працю «Космографія та календар», у якій розглянув питання астрономії, метеорології та фізичної географії. Ширакаці порівнював структуру світу з яйцем (Земля — жовток, атмосфера — білок, небосхил — шкаралупа) і намагався визначити відстань до Сонця та Місяця. Писав також про кулястість Землі.
Астрономія Середньовіччя ґрунтувалась переважно на обчисленнях Арістотеля, що доводили кулястість Землі. Всупереч поширеному уявленню, в середньовічній Європі більшість освічених людей не оскаржували погляди Арістотеля і вважали Землю кулястою. Однак, для узгодження математичної Арістотелевої моделі з символічною католицькою, розроблялися різні гібридні описи світобудови. Наприклад, де пласка Земля плаває на верхівці водяної сфери, що міститься в центрі Всесвіту.
Мусульмани почали розвивати сферичну тригонометрію, щоб обчислити відстань від будь-якої земної точки до Мекки. Для обчислення окружності Землі вони використали новий метод, називаний методом Аль-Біруні. Ідея обчислення окружності Землі прийшла до нього, коли він стояв на високій горі. Завдяки цьому вдалося побачити кут, який дозволяв визначити кривину Землі.
В Європу знання про сферичну тригонометрію передавалися з Близького Сходу. Навколосвітня подорож Фернана Магеллана, завершена 1522 року, підтвердила, що Земля куляста. Приблизно до цього часу належать найдавніші матеріальні свідчення використання глобусів. Настаріший глобус, який зберігся до наших днів, був виготовлений у 1492 році німецьким мореплавцем і географом Мартіном Бегаймом. У XVII ст. ідея сферичної Землі поширилася в Китаї завдяки впливу єзуїтів, які займали високі посади астрономів при імператорському дворі та заперечили традиційну там квадратну модель.
Для визначення справжньої форми Землі важливо було врахувати її обертання. Ісаак Ньютон у 1687 році опублікував «Математичні начала натуральної філософії», де довів, що сфера внаслідок обертання навколо власної осі набуває форми сплющеного сфероїда. Ньютон зробив висновок, що Земля з цієї причини має більший радіус на екваторі, ніж на полюсах (за сучасними оцінками, різниця складає 21 км). Експериментальні докази, що підтверджують цю ідею, з'явилися в 1672 році в результаті французької експедиції до Гвіани. Учасники експедиції виявили, що маятниковий годинник відставав на 2½ хв. поблизу екватора (хоча вони не пов'язували це явище з фізикою Ньютона). Джованні Доменіко Кассіні та його син Жак Кассіні опублікували в 1720 році результати вимірювань довжини градуса меридіана, згідно з якими на північ від Парижа він складав 111,017 км, тоді як південніше був 111, 282 км. Це свідчило, що Земля навпаки має більший полярний радіус. Щоб вирішити суперечність, Французька академія наук відправила дві експедиції: в Перу під керівництвом П'єра Бугера, та Шарля-Марі де Ла Кондаміна в 1735 році, та до Лапландії під керівництвом П'єра-Луї Моро де Мопертюї в 1736 році. Експедиції підтвердили, що Земля сплюснута на полюсах. Результати вимірювань були використані при визначенні одиниці вимірювання — метра (1:10 000 000 частина квадранта меридіана від екватора до полюса вздовж меридіана, що проходить через Париж).
Модель кулястої Землі отримала екзотичні варіації, як порожниста Земля. Так, англійський астроном і геофізик Едмонд Галлей в 1692 році висунув ідею про те, що Земля складається з декількох сферичних кам'янистих оболонок, вкладених одна до іншої, між якими існує порівняно великий повітряний простір. Англійський теолог Томас Барнет пропонував, що Земля схожа на кругле «яйце», заповнене водою.
Карл Фрідріх Гаусс описав у 1828 році математичні принципи обрахунку форми Землі з урахуванням того факту, що вона не відхиляється і від сплющеного сфероїда теж. У 1850-х роках шотландський математик і фізик Джеймс Клерк Максвелл довів своїми розрахунками, що Земля внаслідок власної гравітації за будь-яких умов буде подібна до кулі. Якщо її форма з якоїсь причини порушилася б, сила гравітації незабаром повернула б планету назад у сфероїд.
На території сучасної України перші писемні згадки про кулястість Землі містяться в трактаті «Космографія» (датується другою половиною XV або XVI ст.) — перекладі з латинського оригіналу англійського астронома ХІІІ ст. Йоанна де Сакробоско. В «Космографії» наводяться як астрономічні, так і філософські підстави того, що Земля кругла та вкладена до небесних сфер, які містяться одна в іншій «як цибуля». Зокрема стверджується, що Земля мусить бути подібною за формою до небес, а оскільки вони рухаються, то рухома і Земля; описуються сонячні й місячні затемнення. Серед суто наукових праць в Україні кулястість нашої планети вперше згадується в книзі Афанасія Стойковича «Початкові основи фізичної астрономії» (Начальныя основания физической астрономии, 1813).

### XX століття та сучасність

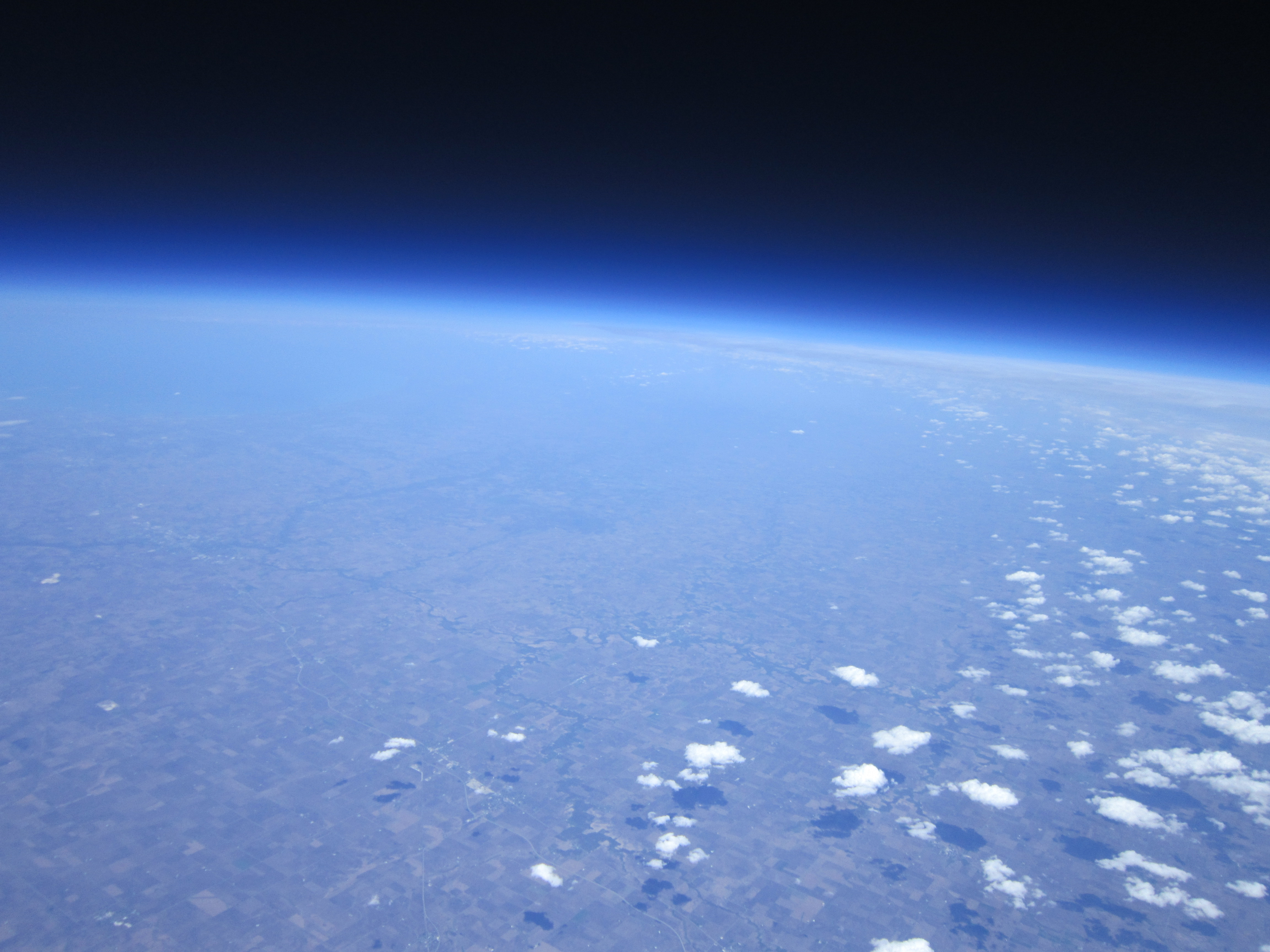
Фото, зроблене з аеростата. Видно кривизну горизонту Землі

Перша в історії фотографія, що показує кривизну Землі, зроблена 30 грудня 1930 року з літака на висоті 6,4 км в Аргентині та показує гори Анди. Її виконав капітан Альберт В. Стівенс, офіцер авіаційного корпусу армії США та аерофотограф над Вілла-Мерседес. Анди, вищі за висоту польоту літака, були розташовані на відстані 461 км, але при цьому зафіксовані під видимим горизонтом, що можливо тільки за умови кривизни Землі. Кривизну Землі також видно вздовж фотографії, хоча ефект слабкий, оскільки зображення охоплює тільки 1/360 окружності Землі.
Фотографія, на якій чітко видно кривизну Землі, вперше була зроблена 11 листопада 1935 року в спільній програмі Авіаційного корпусу армії США та Національного географічного товариства капітаном Стівенсом разом із капітаном Орвілом А. Андерсоном. Вони злетіли на наповненому гелієм аеростаті «Explorer II» поблизу Репід-Сіті, штат Південна Дакота, та піднялася на рекордну на той час висоту 22 км. Фотографія показала межу тропосфери й стратосфери та фактичну кривизну Землі.
24 жовтня 1946 року вчені з ракетного полігону Вайт-Сандс у Нью-Мексико розмістили камеру на захопленій німецькій балістичній ракеті Фау-2. Коли ракета пролетіла на висоті близько 104 км, кінокамера зняла 1,5 секунди запису. Після падіння ракета доставила плівку, на якій знято Землю з космосу. 14 серпня 1959 року супутник Explorer 6 зробив першу фотографію Землі з орбіти, але зображення було неякісне. 1 квітня 1960 року метеорологічний супутник TIROS-1 передав перші з 23 тис. телевізійних зображень Землі. Перша фотографія Землі, де видно її цілком, була зроблена радянським супутником «Молнія 1-3» 30 травня 1966 року. У серпні 1967 року супутник Департаменту оборонного гравітаційного експерименту (DODGE) передав перше кольорове зображення повної Землі. 23 серпня 1966 року перший із п’яти космічних кораблів Lunar Orbiter, призначених для картографування поверхні Місяця, зробив першу фотографію Землі з місячної орбіти. Роботизований посадковий модуль Surveyor 3 зробив першу фотографію Землі з поверхні Місяця 30 квітня 1967 року. Астронавти останньої місії програми «Аполлон», екіпаж «Аполлона-17», зробили знамените зображення Землі «Блакитна іграшкова куля».
Сучасні супутникові зображення та вимірювання гравітаційного поля Землі підтверджують, що Земля — це не ідеальна сфера, вона сплюснута біля полюсів. Ця форма зумовлена тим, що Земля обертається навколо своєї осі, створюючи відцентрову силу, яка переміщує матерію до екватора, але врівноважується силою тяжіння. Оскільки на Землі є складний рельєф, то для назви форми нашої планети вживається термін «геоїд», який визначається середнім рівнем моря.

## Емпіричні докази кулястості Землі

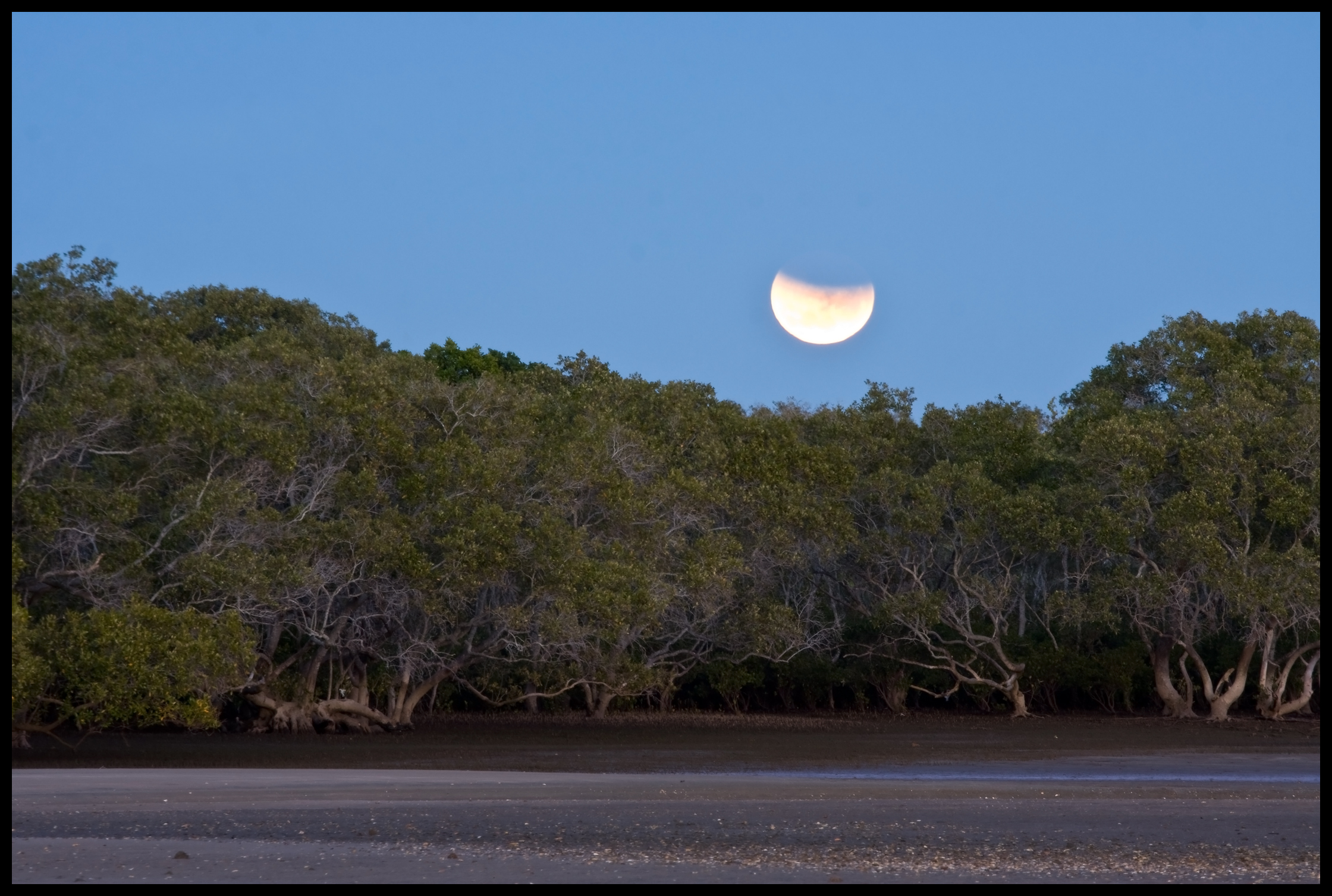
Тінь від Землі перекриває Місяць під час місячного затемнення в Австралії

Упродовж історії накопичено багато емпіричних доказів того, що форма Землі близька до кулі. Серед них:
Поява об'єктів з-за горизонту. Найкраще цей ефект видно при наближенні кораблів у морі. Коли корабель наближається до спостерігача, то спершу над горизонтом поступово з'являється його верхня частина, а далі решта корабля. Оскільки впродовж плавання корабель не занурюється й не виринає з води, то такий ефект пояснюється тільки кулястістю Землі.
Віддалення горизонту при підйомі точки спостереження. Якщо піднятися на значну висоту (наприклад, на гору), то на горизонті стануть видні ті нерухомі об'єкти, котрих раніше не можна було побачити. При достатньо високому підйомі (наприклад, з літака) можна побачити вигнутість земної поверхні. Завдяки кулястості Землі можна спостерігати схід і захід сонця двічі: якщо піднятися на, скажімо, високу вежу одразу після заходу сонця, то сонце стане видне знову.
Зміна сузір'їв, залежно від географічної широти. Рухаючись вздовж географічної широти, спостерігається, що є сузір'я, які ніколи не видно на небі в інших широтах. Що далі відходити від екватора, то далі «відомі» сузір’я зміщуються до горизонту, а їх замінюють інші сузір'я. Цього б не сталося, якби світ не був кулястим.
Різниця довжини тіней, залежно від широти. Однакові предмети, розташовані на різних широтах, у той самий час відкидають тіні різної довжини, оскільки сонячне світло падає на них під різним кутом. Ератосфен використовував цей принцип, щоб досить точно обчислити окружність Землі.

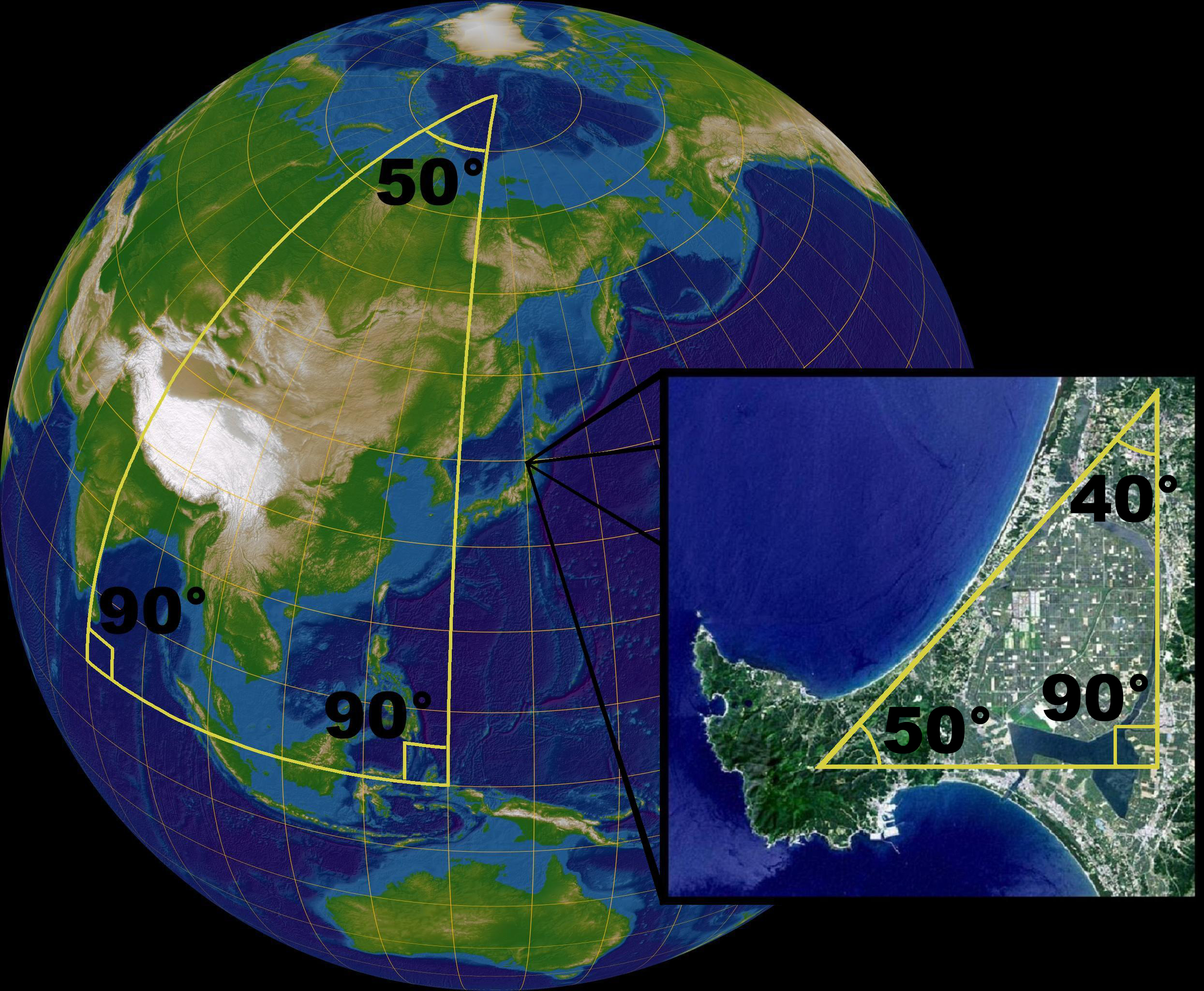
Якщо рухатися поверхнею Землі між трьома віддаленими точками найкоротшим шляхом, то сума його кутів ніколи не складе 180°

Сферична тригонометрія. Тоді як на площині найкоротшим шляхом між двома точками є відрізок, то на сфері це дуга. З цієї причини, якщо рухатися поверхнею Землі між трьома віддаленими точками найкоротшим шляхом, то сума його кутів ніколи не складе 180°, як можна було очікувати для трикутника. Це відбувається тому, що шлях описуватиме не трикутник, а проєкція трикутника на кулю.
Існування часових поясів і цикл дня й ночі. Поки в одних місцях світу день, у інших ніч. При цьому, якщо в одній точці полудень, то в протилежній, відносно географічних полюсів, північ. Відповідно, якщо в одній точці ранок, то в протилежній вечір, що можливо тільки на кулястій планеті.
Кліматичні пояси та зміна сезонів. Що ближче до полюсів, то холоднішим стає клімат — це явище просто пояснюється кулястою моделлю Землі, оскільки сонячне проміння однакової інтенсивності падає на різну площу. Нахил осі обертання кулястої Землі пояснює різну тривалість дня й ночі, залежно від географічної широти. У той час як тривалість дня на екваторі майже завжди становить 12 годин через те, що сонячне проміння падає туди під прямим кутом, на полюсах існують полярний день і полярна ніч тривалістю понад 24 години. Нахил Землі також є причиною того, що існують пори року, і при русі до екватора інтенсивність пір року зменшується, поки вони зовсім не зникають прямо на екваторі.
Сила тяжіння. Сила тяжіння скрізь на Землі спрямована перпендикулярно до поверхні світу. Оскільки вона завжди спрямована до центру мас, то єдина форма Землі, за якої зберігається перпендикулярна спрямованість — куляста. Якби вона була, наприклад, пласка, то всі предмети нахилялися б до центру площини. При проєктуванні деяких великих споруд необхідно враховувати форму Землі. Наприклад, вежі Гамберського мосту перпендикулярні до поверхні Землі, але їхні верхні точки розташовані на 36 мм далі одна від одної, ніж нижні, розташовані на тій же вертикальній лінії.
Припливи та відпливи. Щодоби відбувається два високих (зумовлених гравітацією Місяця) припливи, що можливо тільки на кулястій Землі. З ближчого до Місяця боку Землі світовий океан піднімається, притягуючись Місяцем, а з протилежного відповідно віддаляється від Місяця через зменшення тяжіння. Крім того менші припливи зумовлюються тяжінням Сонця.
Ефект Коріоліса. Ефект Коріоліса в випадку Землі полягає в тому, що точки на різних широтах обертаються навколо осі Землі з різною швидкістю. Цим зумовлюється відхилення від прямолінійного руху, наприклад, маятника Фуко, маршруту літаків, вітру (наслідком чого є циклони та антициклони). Також наслідком різниці швидкостей є різна відцентрова сила на різних широтах, яка спричиняє більший радіус планети на екваторі, ніж на полюсах.
Місячні затемнення. Оскільки під час місячних затемнень Місяць поступово закривається круглою тінню, а Сонце в цей час перебуває з іншого боку, логічним є висновок, що на Місяць падає тінь від Землі. А позаяк відомо, що Земля обертається навколо своєї осі, то це тінь не просто від круглого, а від кулястого тіла.
Кулястість інших планет. У телескоп можна спостерігати, що інші планети кулясті. Оскільки з точки зору фізики Земля не відрізняється від інших планет, то вона теж куляста.
Знімки з космосу. Зображення, зроблені космічними апаратами, засвідчують, що Земля куляста.

## У мистецтві
Ще задовго до появи фотографій Землі, зроблених із стратосфери та космосу, нашу планету зображали кулястою чи принаймні з видимою кривизною.
На картині Джованні ді Паоло, «Створення і вигнання з раю» (1438—1444) світ зображено як круглу сушу з морями, оточену колами повітря й неба. На картині Альбрехта Альтдорфера, «Битва при Іссе» (1529) видно випуклість земної поверхні в далині. Схема Томаса Бландевіля 1613 року демонструє як корабель зникає за випуклістю Землі.
Крім того відомі численні зображення глобусів і армілярних сфер XV—XVIII ст., як на картині Марко Базаїті «Портрет астронома» (1512) або Олів'є ван Деурена «Юний астроном» (близько 1685).

## Галерея

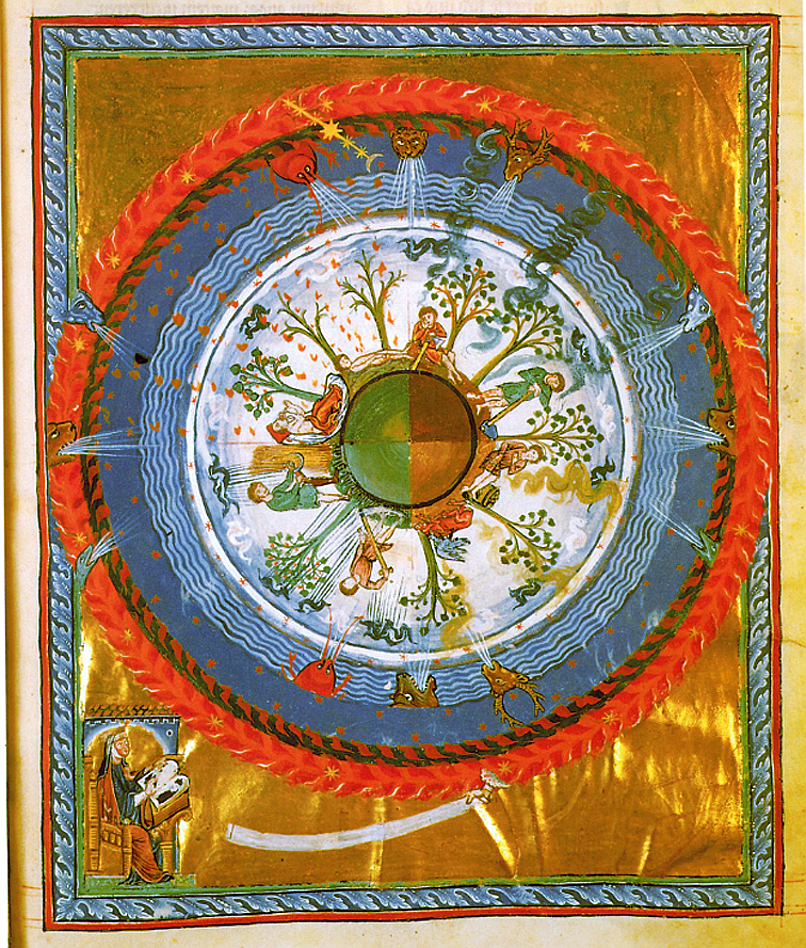
Чотири сезони на сферичній Землі. Ілюстрація з книги «Liber Divinorum Operum», XII ст.
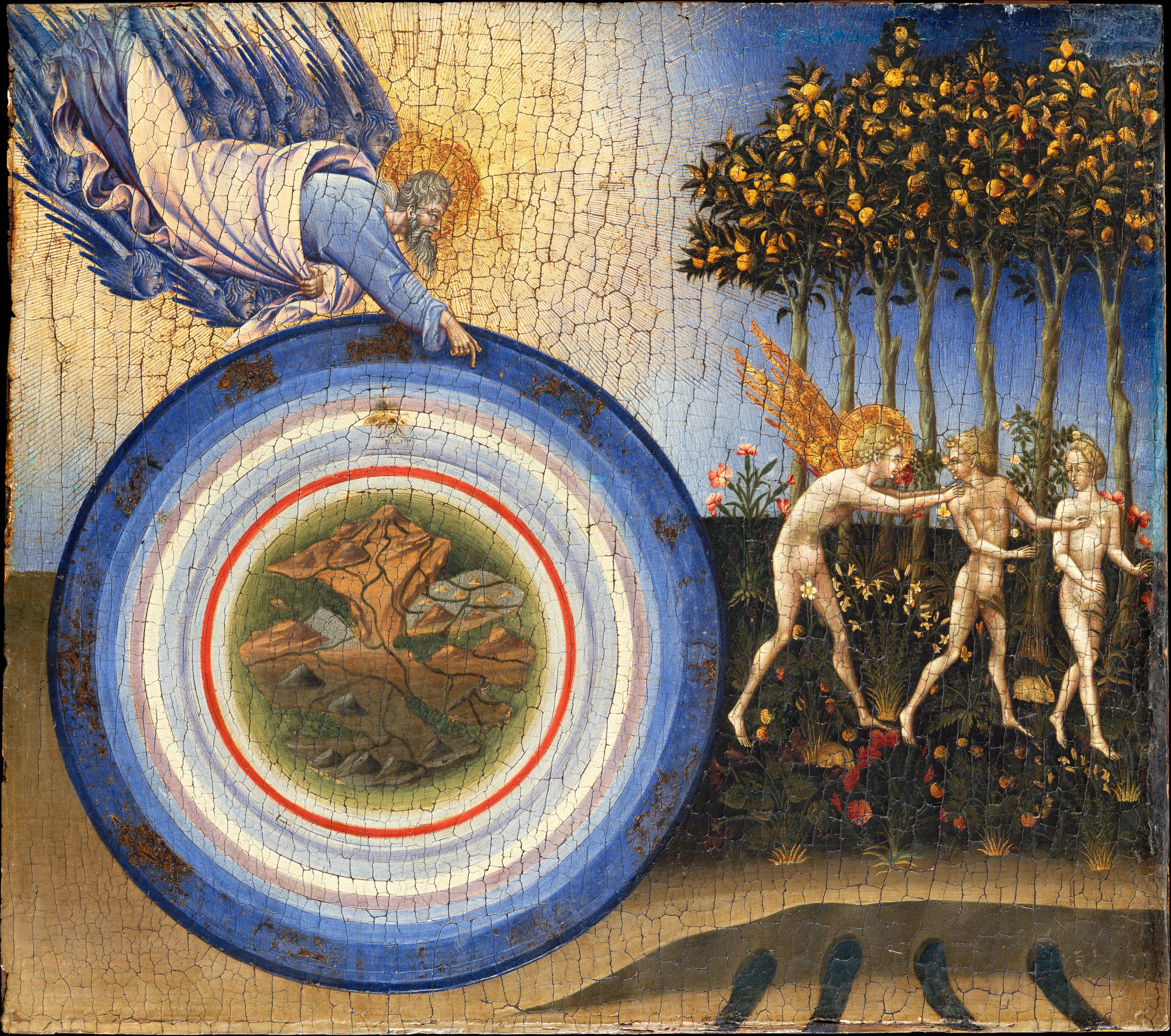
Джованні ді Паоло, «Створення і вигнання з раю» (1438—1444)
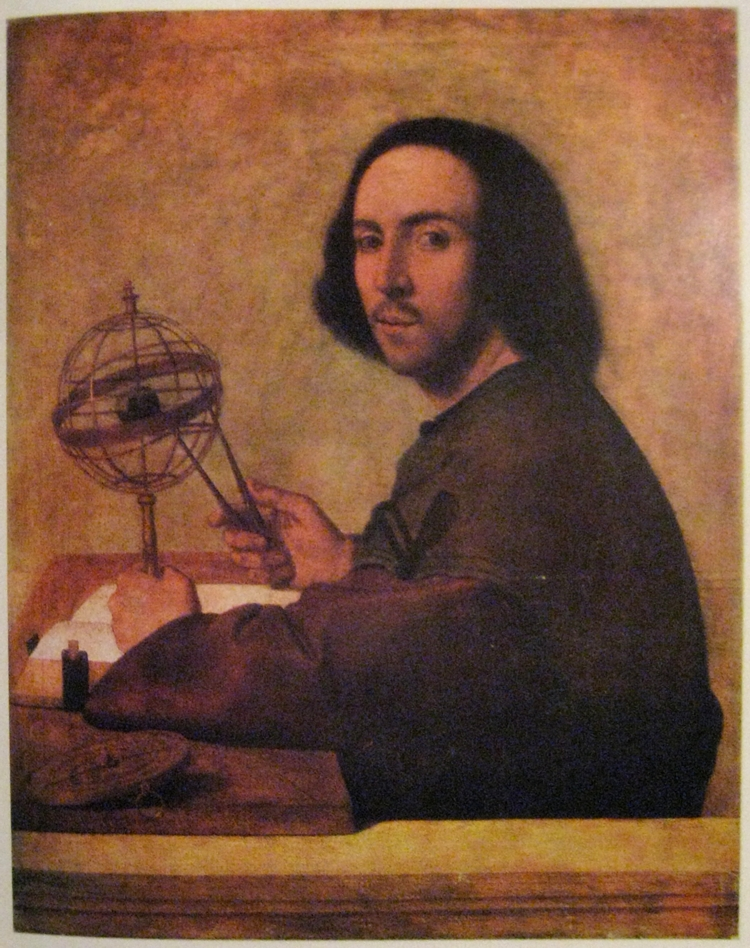
Марко Базаїті, «Портрет астронома» (1512)
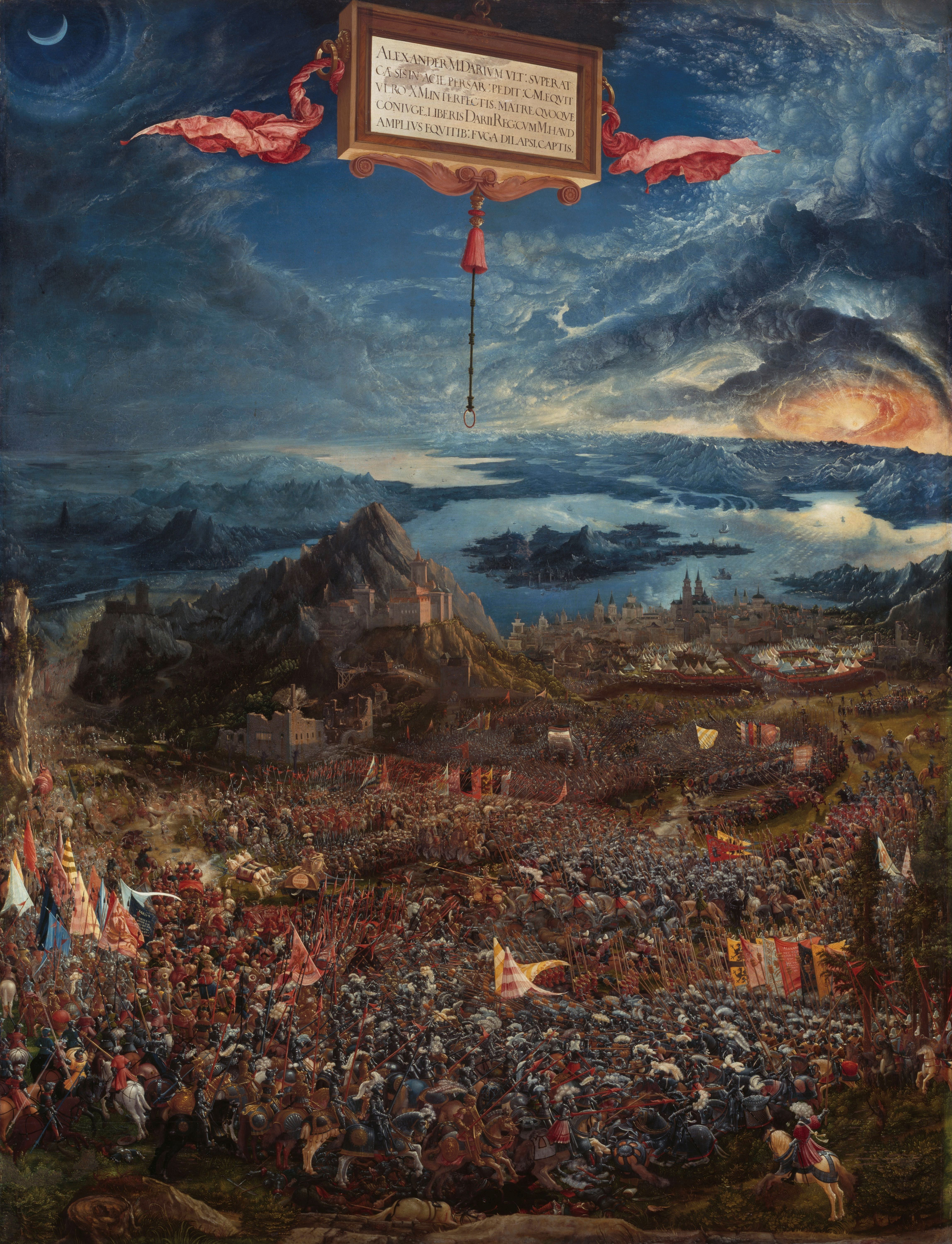
Альбрехт Альтдорфер, «Битва при Іссе» (1529)
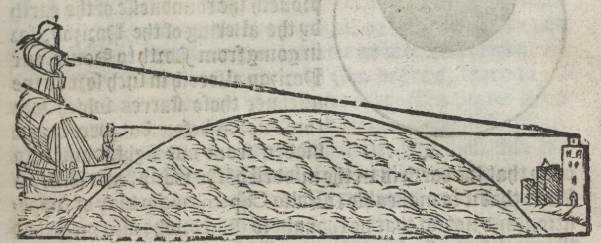
Схема Томаса Блундевіля, 1613 р.
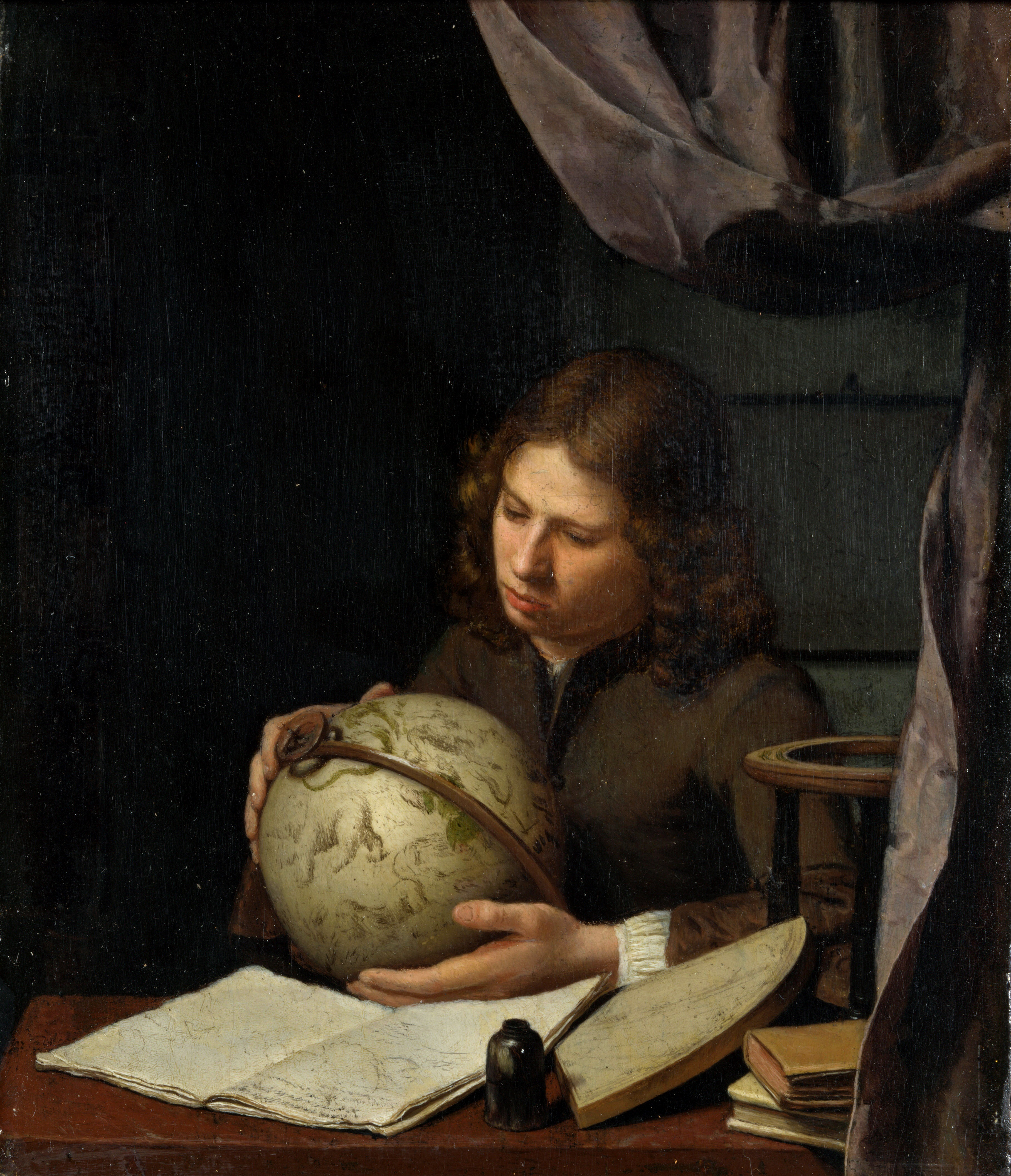
Олів'є ван Деурен, «Юний астроном» (близько 1685)
Метод Біруні для обрахунку радіуса (і відповідно окружності) Землі
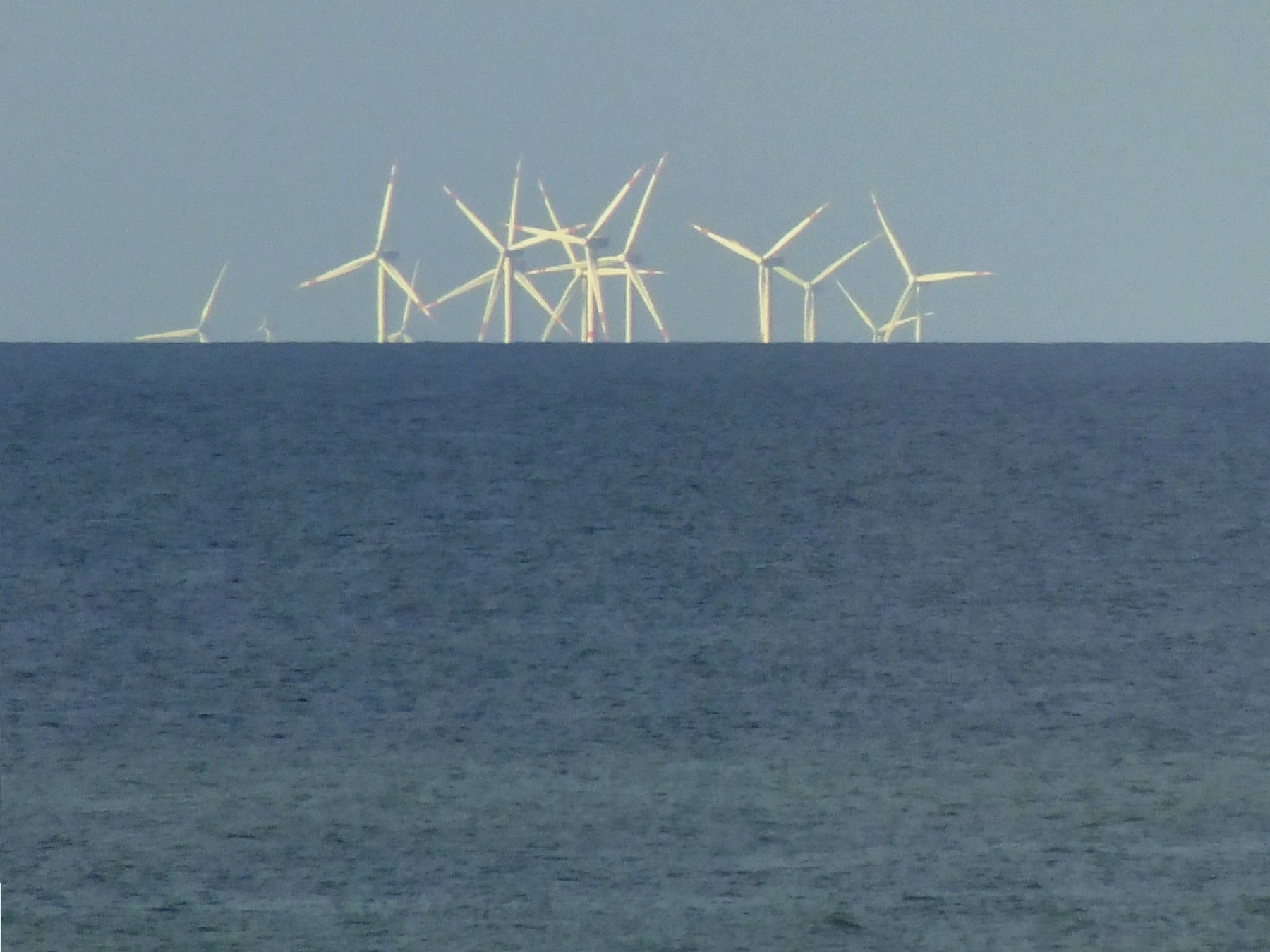
Фотографія вітрової електростанції Торнтон-Банк показує, що нижні частини віддалених вітряків сховані за горизонтом, демонструючи округлість Землі
Корабель, що прямує за лінію горизонту
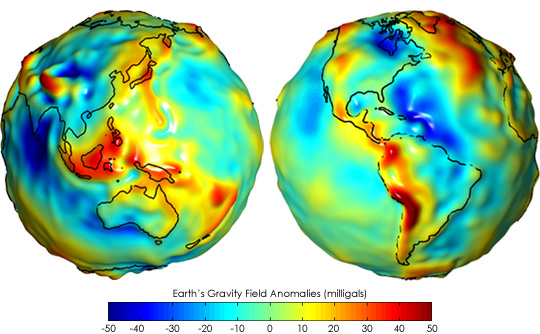
Відхилення форми Землі від еліпсоїда (перебільшений для наочності масштаб)
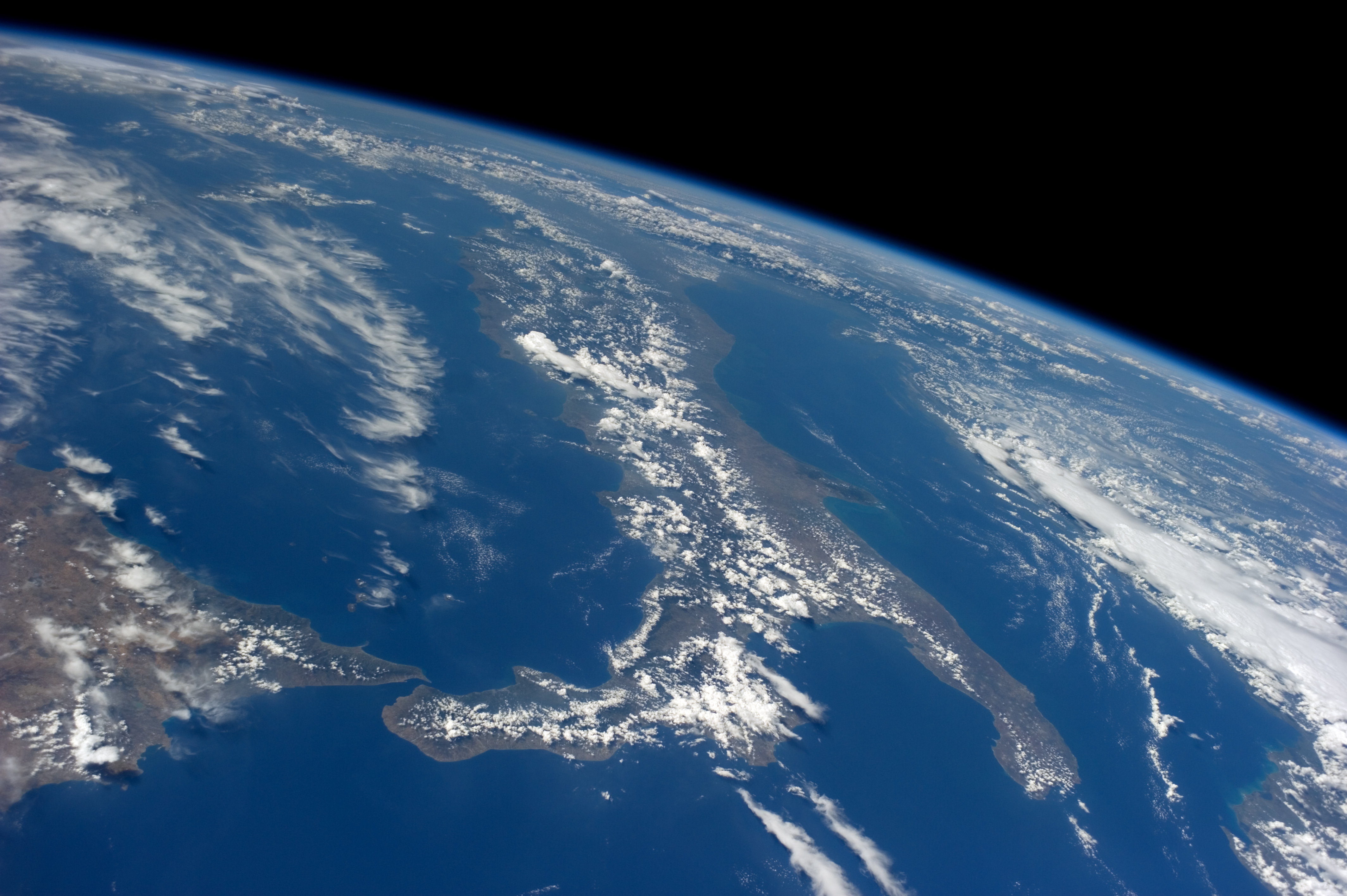
Фото поверхні Землі з МКС, 2014 р.